# Крупко Василь Олександрович
Крупка Василь Олександрович (1960) – народився в с. Козари, Носівського району. В 1976 закінчив Козарську восьмирічну школу, в 1978 — Носівську середню школу №3. Майстер спорту з легкої атлетики, неодноразовий чемпіон області, призер чемпіонатів України з бігу на середні дистанції.

## Джерело
- Фурса В. М. «Славні імена Носівщини». — Ніжин : ТОВ "Видавництво «Аспект-Поліграф», 2009. — 200 с. : іл. ISBN 978-966-340-357-1